# 25760 Annaspitz
25760 Annaspitz è un asteroide della fascia principale. Scoperto nel 2000, presenta un'orbita caratterizzata da un semiasse maggiore pari a 2,5726786 UA e da un'eccentricità di 0,2842482, inclinata di 5,40331° rispetto all'eclittica.